# Hieronymus Bock
Hieronymus Bock, nemški botanik in zdravnik, * 1489, † 21. februar 1554, Hornbach, Pfalz.
Njegovo najbolj znano delo je Das Kreütter Buch (dobesedno Knjiga rastlin; prva izdaja leta 1539), v katerem je opisal okrog 700 nemških rastlin. Rastline je razvrstil po morfološki podobnosti in ne po pomenu za človeka ali abecednem vrstnem redu kot je bila tradicija še iz antičnih časov. Sistem klasifikacije je razvil sam, poleg tega pa je v delo vključil še lastna spoznanja o ekoloških značilnostih in razširjenosti, zaradi česar ga skupaj s sodobnikoma Brunfelsom (1488-1534) in Fuchsom (1501-1566) smatramo za enega od pionirjev sodobne botanike.
Izvod knjige (drugo izdajo iz 1572, s pobarvanimi slikami; prva je brez ilustracij), ki je velika redkost, hrani knjižnica frančiškanskega samostana v Novem mestu.
Leta 1532 je postal prinčev osebni zdravnik in dobil dosmrtni položaj luteranskega duhovnika v bližnji vasi Hornbach, kjer je ostal do konca svojega življenja.